# Mariano Arias Chamorro
Mariano Arias Chamorro (Fabero, Lleó, Espanya, 18 de maig de 1946), conegut com a Marianín, és un exfutbolista professional que jugava com a davanter. Va ser un cop internacional amb la selecció espanyola.

## Trajectòria
Marianín es va iniciar a l'equip local del seu poble, el Deportivo Fabero. La temporada 1966/67 va jugar a la Tercera Divisió espanyola amb l'Atlético Bembibre. L'any següent va fitxar per la Cultural Lleonesa. La temporada 1970/71 va ser el màxim golejador de totes les categories estatals amb 36 gols, que van servir a la Cultural per ascendir a Segona Divisió.
El 1972 va fitxar pel Reial Oviedo, que acabava d'ascendir a Primera Divisió. Va debutar en la màxima categoria el 2 de setembre de 1972, en un partit contra la UD Las Palmas, en el qual va marcar un gol. Aquella temporada va marcar 18 gols més, i amb un total de 19 gols es va convertir en el Pitxitxi de la temporada 1972/73. La seva bona forma el va portar a debutar amb la selecció espanyola, amb qui va jugar un partit amistós contra Turquia a Istanbul el 17 d'octubre de 1973, i que va finalitzar amb empat a 0 gols.
Les següents quatre temporades les va jugar en el Reial Oviedo, dues a Primera Divisió i dues a Segona Divisió. Les lesions van marcar les seves últimes campanyes en l'equip asturià i li van impedir jugar regularment. Això el va portar a abandonar el Real Oviedo el 1977 per tornar a la Cultural Leonesa, que jugava a Segona Divisió B. Un any més tard va posar fi a la seva carrera en l'equip del seu poble natal, el Deportivo Fabero.